# Satadra hewitsoni
Satadra hewitsoni är en fjärilsart som beskrevs av George Thomas Bethune-Baker 1903. Satadra hewitsoni ingår i släktet Satadra och familjen juvelvingar. Inga underarter finns listade.